# Carlos Orsoe Morales Vázquez
Carlos Orsoe Morales Vázquez (Ocozocoautla de Espinosa, Chiapas, 27 de octubre de 1957) es un político mexicano. Miembro del partido Movimiento Regeneración Nacional y anteriormente del Partido de la Revolución Democrática, fue diputado federal de 2006 a 2009.
Es licenciado en Derecho por la Universidad Nacional Autónoma de México, inicialmente miembro del Partido Revolucionario Institucional, en donde dirigió el Movimiento Territorial, fue Secretario de Organización del comité estatal y Secretario General interino de la Confederación Nacional Campesina en el estado, así mismo fue Diputado al Congreso de Chiapas de 1991 a 1995, ese último año renunció al PRI tras la salida de la gubernatura de Eduardo Robledo Rincón y conflictos con el sucesor de este, Julio César Ruiz Ferro y se afilió al PRD.
En 1997 fue elegido diputado federal por el IX Distrito Electoral Federal de Chiapas a la LVII Legislatura hasta 2000 y en 2006 nuevamente electo por el mismo distrito electoral para la LX Legislatura cuyo periodo concluyó en 2009.
Destaca su iniciativa (aprobada) para declarar zona natural protegida a la Selva "El Ocote".
2 veces Candidato a la Presidencia Municipal de Tuxtla Gutiérrez, Chiapas, por el Partido de la Revolución Democrática.
Es nombrado Secretario de Medio Ambiente E Historia Natural de Chiapas, por el gobernador Constitucional de Chiapas Manuel Velasco Coello, concluyendo sus funciones el 31 de diciembre de 2017.
Participa por 3a ocasión como Candidato a la Presidencia Municipal de Tuxtla Gutiérrez, Chiapas, por la Coalición "Juntos Haremos Historia" integrado por el Partido del Trabajo, Partido Encuentro Social y Movimiento de Regeneración Nacional, resultando ganador de la contienda electoral para el Periodo 2018-2021, siendo reelecto para el periodo 2021-2024, terminando su gobierno el 30 de septiembre del 2024.